# Xã Mentor, Quận Divide, Bắc Dakota
Xã Mentor (tiếng Anh: Mentor Township) là một xã thuộc quận Divide, tiểu bang Bắc Dakota, Hoa Kỳ. Năm 2010, dân số của xã này là 19 người.